# كاميشتيتسا
كاميشتيتسا (بالبلغارية: Камещица)‏ قرية تقع إدارياً ضمن بلدية غابروفو ‏ في بلغاريا. ويبلغ عدد سكانها 57 نسمة حسب تعداد 15 مارس 2015. تعتمد كاميشتيتسا للبريد على الرمز البريدي 5333.